# エルロロ
エルロロ（El Rollo）とは、波を滑って下から上へのぼり、崩れる波をジャンプ台のように利用して波から飛び出しながら横回転して着水するボディボードの技である。 スピンと並んでボディボードで人気のテクニックの１つである。

## 概要
エルロロは、ショアブレイクで楽しむボディボードならではのテクニックである。ハワイのサンディービーチやワイメアのようにサーフィンでは板を破損してしまうような危険な波でもエルロロを楽しむ人がいる。 
華麗なスピンは女性に好まれる傾向があるが、エルロロはそのパワフルさから男性に好まれる傾向がある。競技に於いては、質の高いボトムターンと組み合わせることで高得点を出すことが可能であり、多くの選手がライディングの中に取り入れている。 
エルロロには様々なバリエーションがあり、波から体が飛び出してエアリアル（Aerial）をした状態からロールすることをエアリアルロール（Aerial Roll）と呼ぶ。巻いている波（バレル）の内側で行うエルロロはバレルロール（Barrel roll）と呼ぶ。また、ゲッティングアウトの最中に崩れる波に合わせて岸側に飛び出し、そのままエルロロをしてライディングを開始するエルロロテイクオフというテクニックもある。 

## 名称の由来
エルロロという言葉はスペイン語であり、エル（el）は男性名詞に付く定冠詞で英語のtheにあたり、ロロ（rollo）は巻いたり転がすニュアンスを含んだ回転を意味し、英語のrollにあたる。英訳すると「The Roll」、日本語なら敢えてTheを残し「ザ・回転」となる。海外ではロールと呼ばれたり、またはエアロール（Air Roll）がエルロロを指すこともある。
ボディボードの技としてのエルロロは1978年にその名称が生まれた。発祥の地はハワイである。パット・コードウェル（Pat Caldwell）とマイク・ステュワート（Mike Stewart）によってそれぞれ独自に発案され実施された。
パット自身は1962年5月4日カリフォルニア州生まれだが、12歳の時に初めてモーレーブギーボード（いわゆる現在のボディボード）を手にし、ハワイで競技に参加するようになった。パットは新しいことに挑戦するのが好きで、最初の数年で波のリップから回転することを始めた。そして16になった時にハワイアンたちの目の前でその技を披露した。当初パットはその技を"the three-dimensional 360"（3次元360）と名付けたかったが、それを見ていたジャック・リンドホルム（Jack Lindholm：ハワイアンでドロップニーの第一人者）は笑って彼にこう尋ねた。「Hey Pat, what do you call that thing, the 'el rollo'?」（おいパット、あの技は何ていうんだ、"エルロロ"か?）若かったパットはこの名前が気に入り、定着していった 。そしてこの新しい技は、海外の有名雑誌「Bodyboarding Magazine」に掲載されるようになり、この回転技と"エルロロ"という用語は流行して世界中に広まっていった。
一方でこのエルロロの名称のエピソードとは別に、ハワイアンで9回の世界チャンピオンに輝いているマイク・ステュワートは同時期に独自にこの回転技を編み出している。技の完成はどちらが先かという記録は残っておらず、パットとマイクが同時期に発案したというのが通説となっている。